# Мааян-Харод
Мааян-Харод (ивр. מעיין חרוד‎) — национальный парк на севере Израиля.
Один из парков на севере страны, на территории которого находится источник Эйн-Харод. Находится у северо-западного подножия хребта Гильбоа, примерно в 15 км к северо-западу от города Бейт-Шеан (Бейсан). Источник окружает сад с водным парком, зелёными лужайками и рощицами, кемпингом. Источник берёт начало в скальной пещере и от источника вода продолжает течь по неглубокому руслу, который пересекают небольшие мосты. Источник питает ручей Харод.
В 1260 г. возле источника состоялась историческая Битва при Айн-Джалуте (Джалут — арабское название источника Харод). В ходе этого сражения Мамлюкский султанат одержал победу над войсками монголов.